# イェウパトーリヤ市電
イェウパトーリヤ市電（ウクライナ語: Євпаторійський трамвай、ロシア語: Евпаторийский трамвай）は、クリミア半島に位置する都市・イェウパトーリヤ市内に存在する路面電車。2021年現在は単一企業体の路面電車管理公社（МУП "Трамвайное управление"）による運営が行われている
。

## 概要・歴史
1914年5月10日に開通した、黒海沿いに位置するイェウパトーリヤ市内の路面電車。ドイツに本社を置く企業により建設が行われ、軌間は開通時から2021年現在まで1,000 mmを維持し続けている。これは2021年現在のロシア連邦およびウクライナにおいて希少な事例であり、ソビエト連邦（ソ連）成立後に軌間1,000 mm向けの路面電車車両の国内生産が中止されて以降東ドイツやチェコスロバキア（現：チェコ）など国外メーカーが製造した車両が多数導入された要因にもなっている。
開業以降はロシア革命や第二次世界大戦（大祖国戦争）などの影響による運行中止を経ながらも幾度かの延伸が実施され、ソビエト連邦の崩壊後の1990年代にも複数の路線が開通した。一方で崩壊後は経済の混乱による人員不足、電気代や賃金の未払い、ソ連時代に導入された車両の老朽化などの問題が起き、一部路線が長期にわたって運休する事態も生じたが、2000年代以降は老朽化した電車の廃車や譲渡、一部車両の更新工事などが実施された。その後、ロシア連邦によるクリミア半島の都市の併合によりイェウパトーリヤがロシア連邦クリミア共和国の統治下に置かれて以降も同市における公共交通機関の乗客の60 %が利用するという高い利用率を維持しており（2019年時点）、2020年以降は老朽化が進んだ線路や施設の更新・近代化工事が進められている他、郊外への延伸も検討されている。

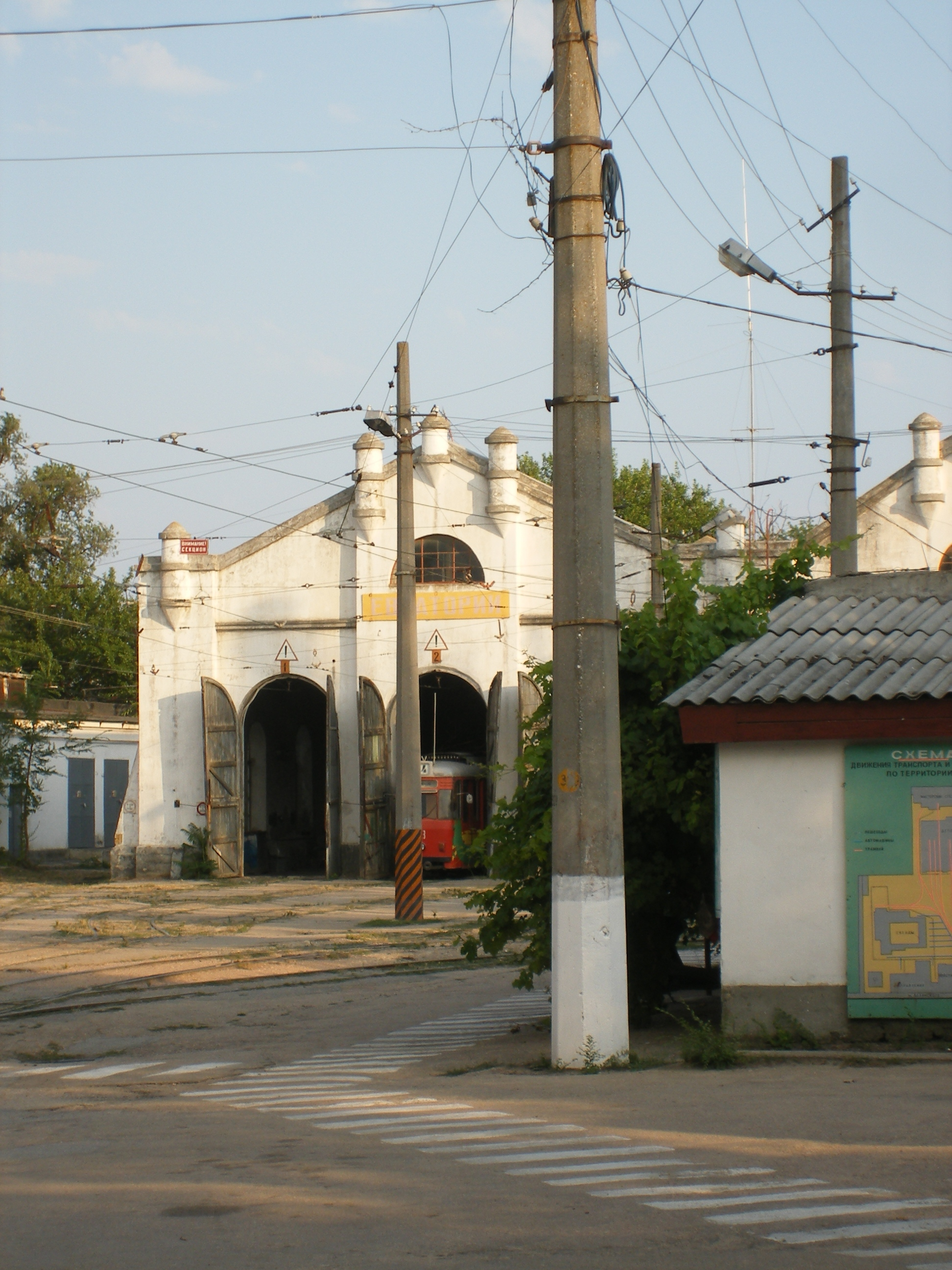
車庫と事業用車両（2008年撮影）

## 系統
2019年現在、イェウパトーリヤ市電では以下の4系統が設定されている。そのうち通年運行が実施されるのは1・3号線で、2・4号線は夏季のみ列車が運行する。
| 系統番号 | 起点                | 終点               | 備考・参考   |
| -------- | ------------------- | ------------------ | ------------ |
| 1        | Симферопольская ул. | Спутник            |              |
| 2        | Городской театр     | Лиман              | 夏季のみ運行 |
| 3        | Вокзал              | остиница "Украина" |              |
| 4        | Симферопольская ул. | Новый пляж         | 夏季のみ運行 |

路線図
1号線
2号線
3号線
4号線

## 車両

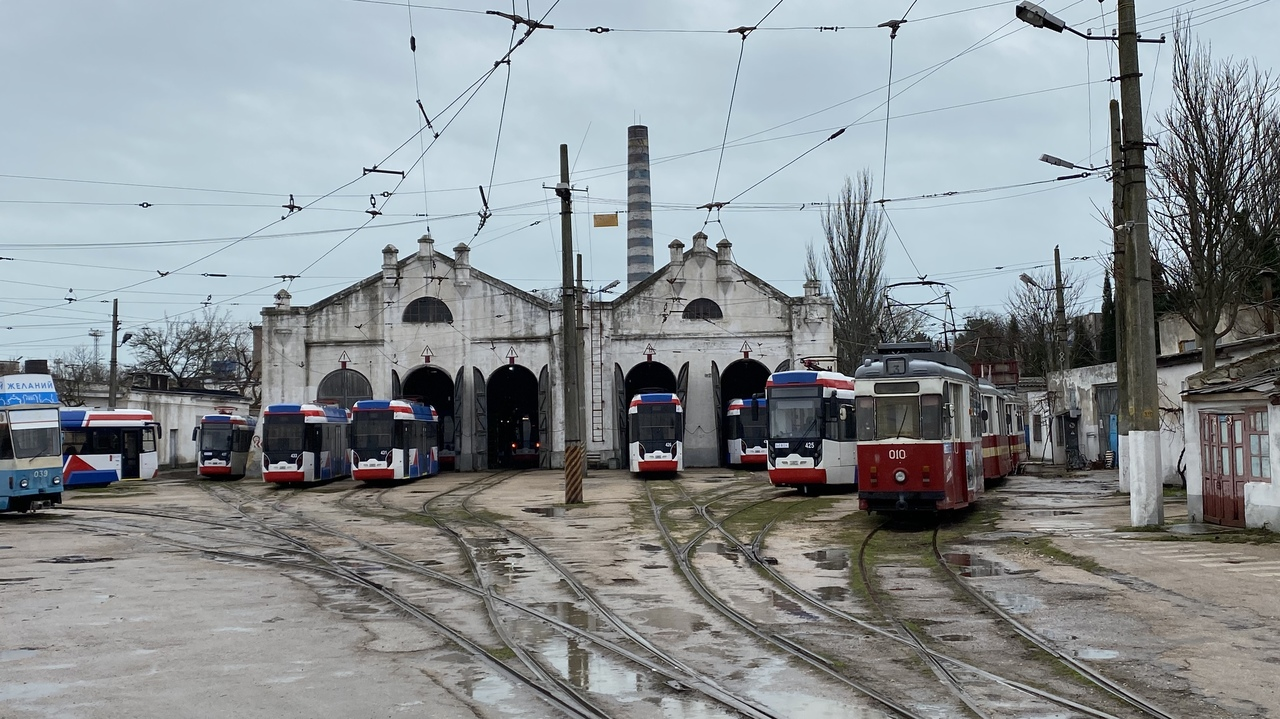
イェウパトーリヤ市電の車庫（2022年撮影）

- ゴータカー（T57、B57） - 東ドイツ（現：ドイツ）のゴータ車両製造が製造した2軸車。イェウパトーリヤ市電には1957年から導入され、電動車や付随車を繋いだ最大3両編成で使用されていたが、次に述べるタトラKT4SUの導入により置き換えが進み、一部車両はモロクノエ市電など他の路面電車や博物館への譲渡が実施された。2021年現在は電動車のT57が5両、付随車のB57が1両在籍する[7][2][3][5]。
- タトラKT4SU - チェコスロバキア（現：チェコ）のČKDタトラで開発された小型2車体連接車。イェウパトーリヤ市電ではソ連時代の1987年から1990年まで使用された車両が2021年現在も16両が在籍し、主力車両として使用されている。そのうち一部車両は2013年にヴィーンヌィツャ市電から譲渡されたものである。また、大部分の車両は片運転台車両だが、一部車両はループ線が存在しない系統での使用に対応するため更新工事も兼ねた両運転台化工事が行われている[7][2][3][5][8]。
- 71-411 - ロシア連邦の鉄道車両メーカーであるウラルトランスマッシュが開発した、1両での運用が可能な部分超低床電車。試作車は2020年からイェウパトーリヤ市電で長期的な試運転が実施されており、その成果を基に2021年以降27両の量産車が導入される。そのうち20両は片運転台、7両は両運転台車両であり、後者は71-411-03という形式名がつけられている[7][2][5][9][10][11]。

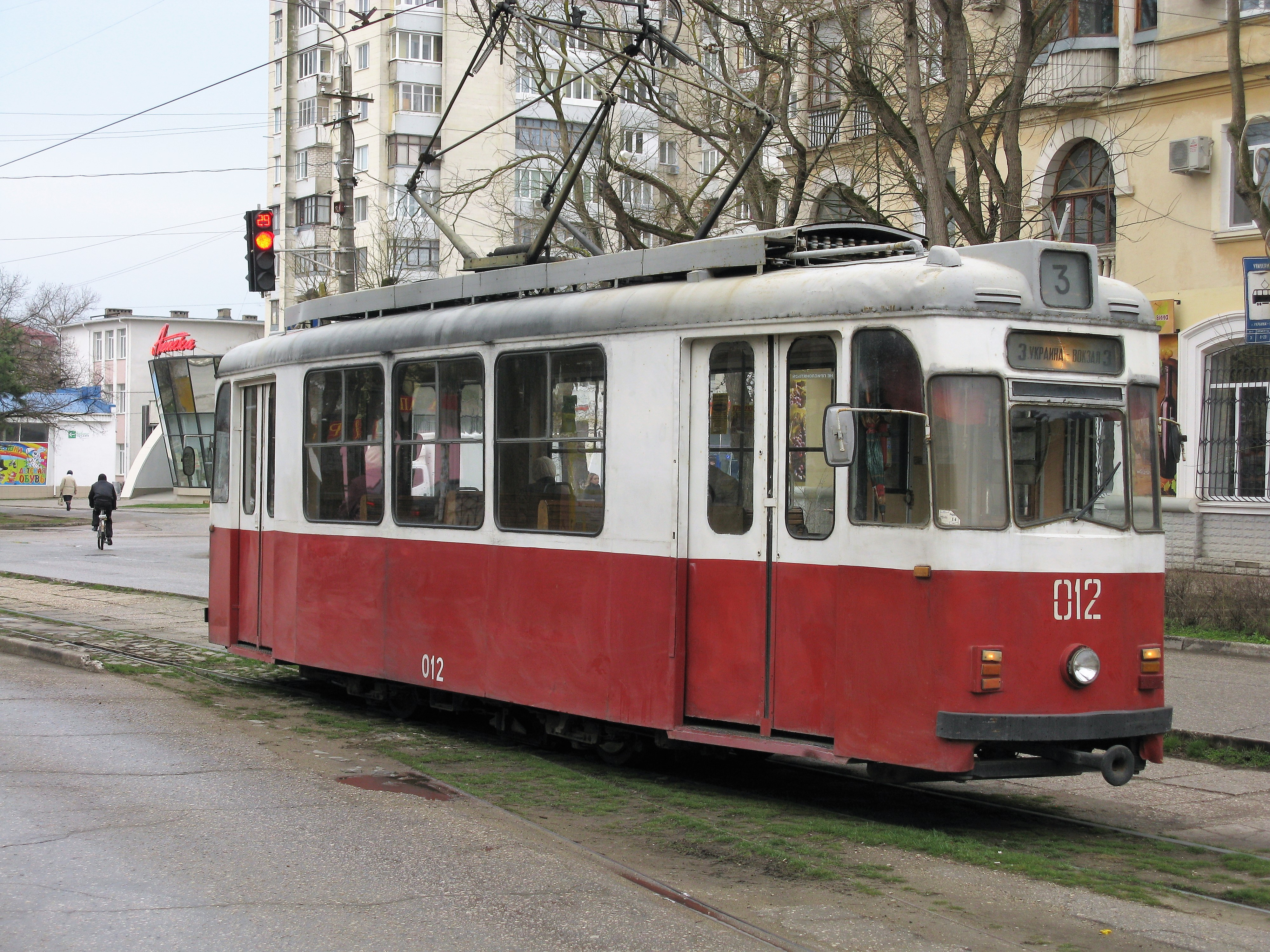
T57（2015年撮影）
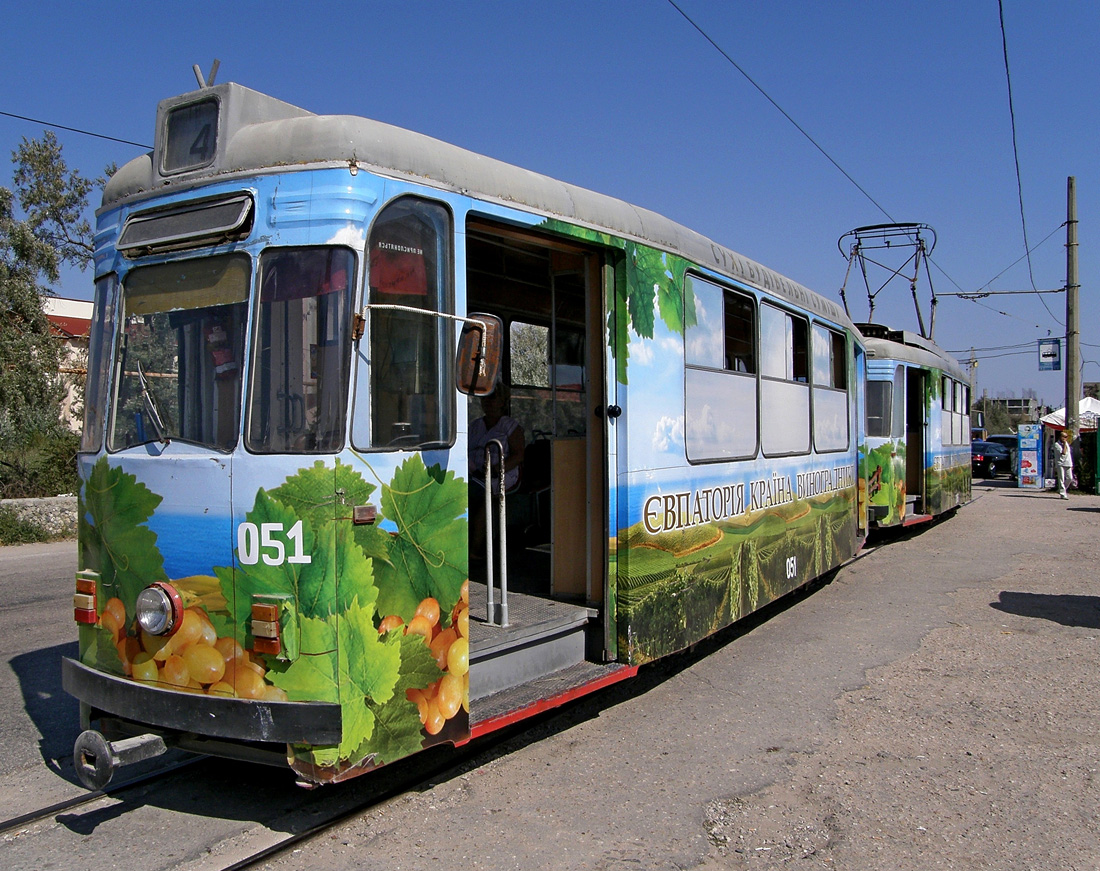
B57（2012年撮影）
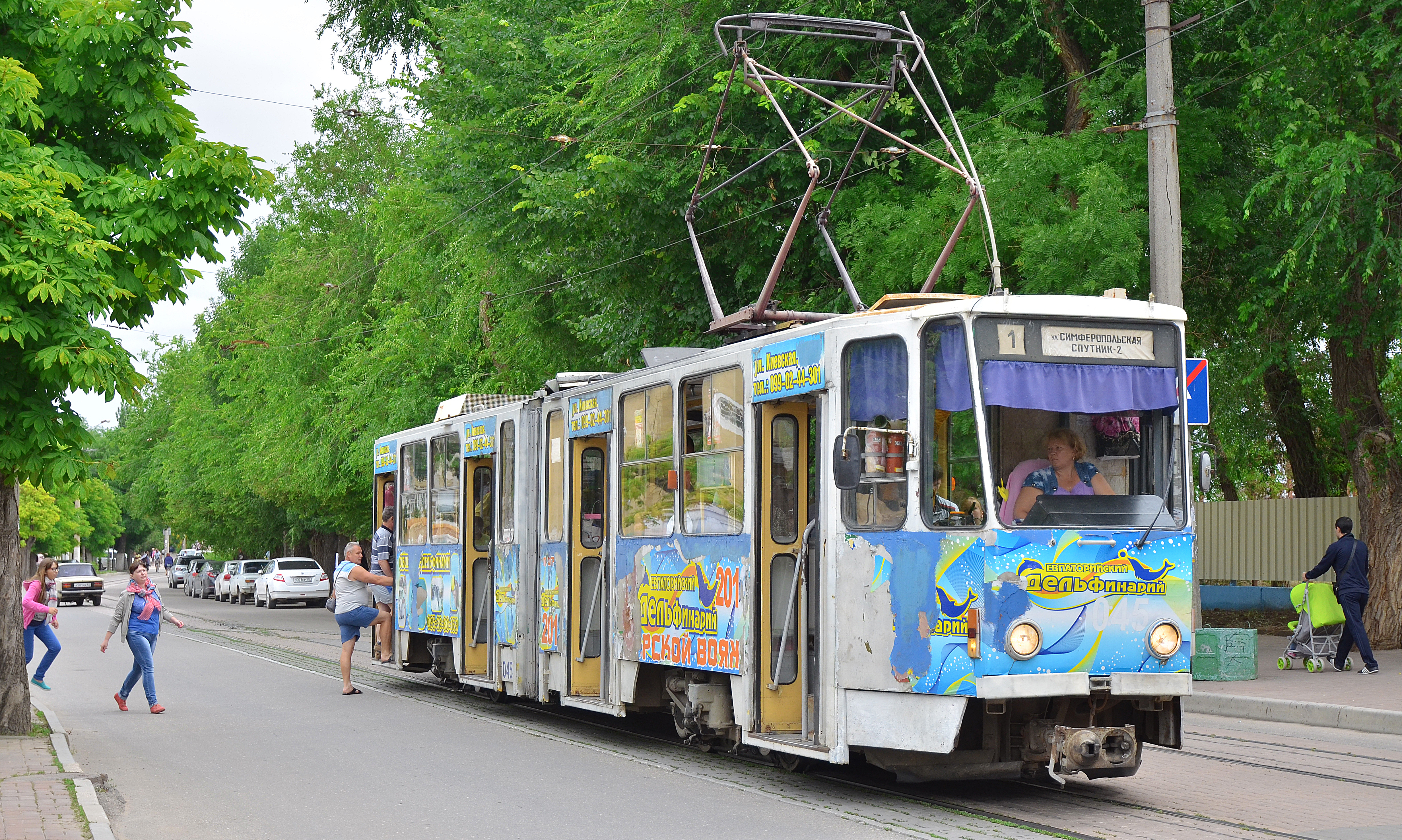
タトラKT4SU（2015年撮影）
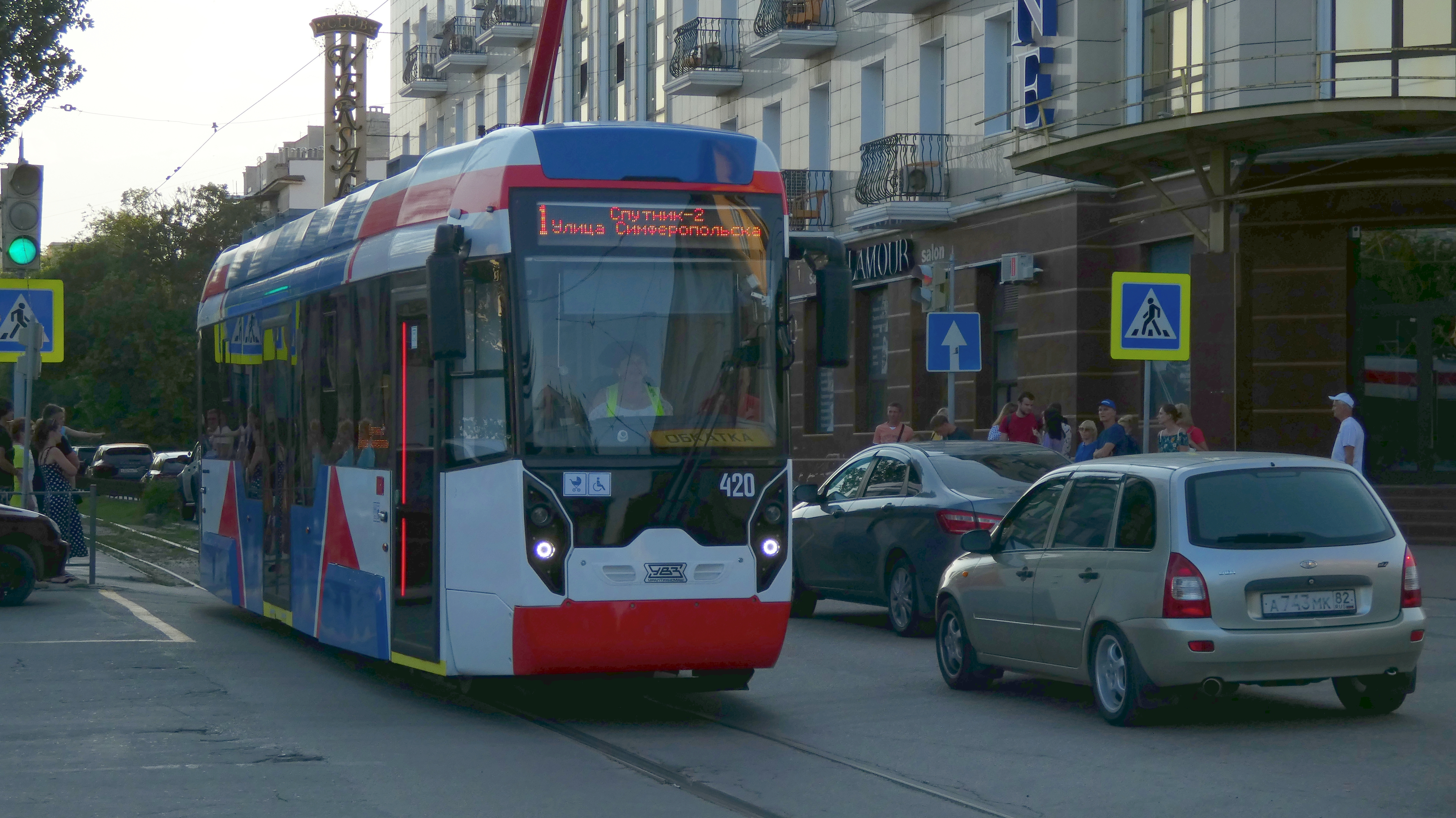
71-411（2021年撮影）